# Kitchen Impossible/Staffel 3
Die dritte Staffel Kitchen Impossible begann am 4. Februar 2018 und wurde bis zum 25. März 2018 auf dem Privatsender VOX ausgestrahlt.

## Produktion und Ausstrahlung
Die Erstausstrahlung begann ab dem 4. Februar 2018 auf gewohntem Sendeplatz am Sonntag Abend mit Tim Mälzers Duell mit Konstantin Filippou und endete am 25. März 2018 mit seinem Duell mit Christian Bau.
Die Wiederholung der 3. Staffel begann am 7. Oktober 2018, wobei es erstmals zu Wiederholungen am Sonntag- anstatt am Montagabend kam. Wie bei Staffel 2 wurden die Wiederholungen in veränderter Reihenfolge gesendet. Den Anfang machte das Duell mit Mario Lohninger, danach wurden auch einzelne Folgen vergangener Staffeln erneut gesendet. Zudem wurde auch eine Folge neu produziert, die trotz teilweise neuem Inhalt nicht zum regulären Produktionskanon gehört, welche die Pilotfolge vier Jahre nach deren Produktion zeigt, auf welche Mälzer zusammen mit Tim Raue in neu gedrehtem bzw. geschnittenem Material zurückblickten. Daher wurden jedoch nicht alle Folgen der dritten Staffel erneut ausgestrahlt.

## Duellanten

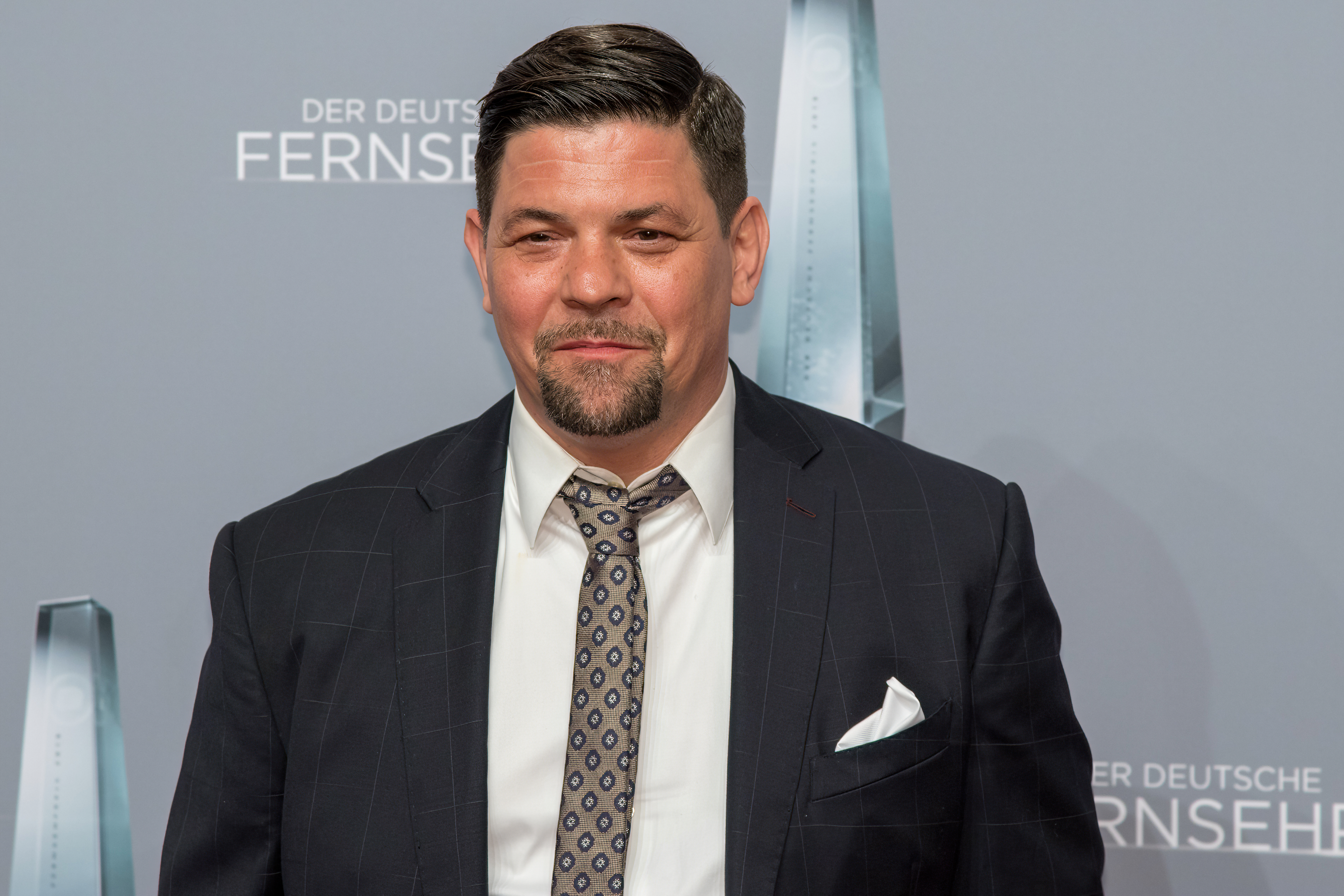
Tim Mälzer

Für Staffel 3 kehrten Roland Trettl und Maria Groß zurück. Des Weiteren wurde eine Folge mit dem schon für Staffel 2 angekündigten Peter Maria Schnurr ausgestrahlt, wobei es sich zugleich um jene Folge mit Trettl handelte. Entsprechend handelte es sich hierbei um kein neu gedrehtes Material. Außer in dieser Folge, war Mälzer in allen Duellen als einer der Teilnehmer gesetzt. Seine Herausforderer waren Konstantin Filippou, The Duc Ngo, Tohru Nakamura, Johannes King, Mario Lohninger und Christian Bau. Ex-Kontrahent Juan Amador, gegen den Mälzer in Staffel 1 siegreich war, trat als einer der Juroren bei Mälzers Aufgabe in Wien in Folge 1 der Staffel auf.

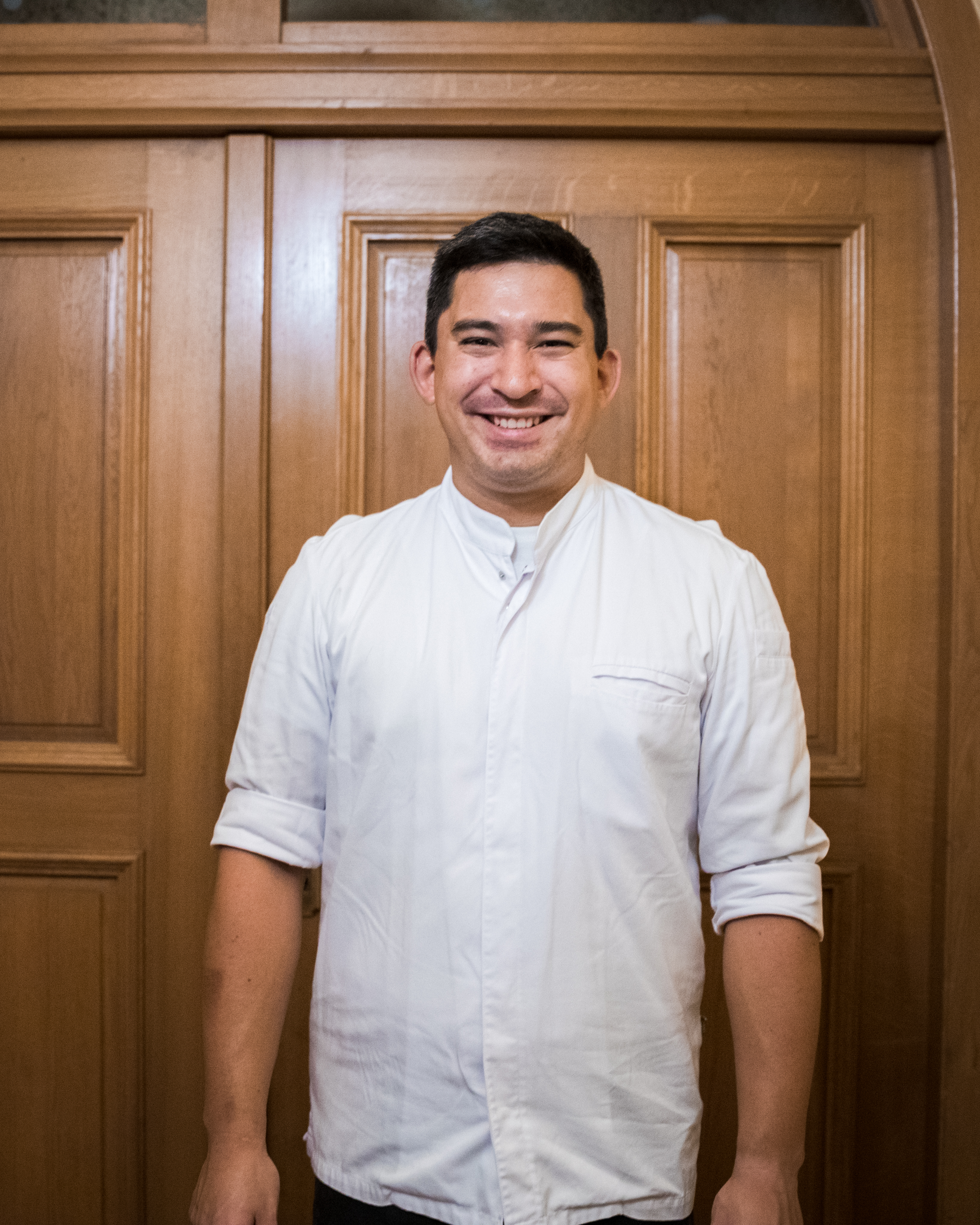
Tohru Nakamura
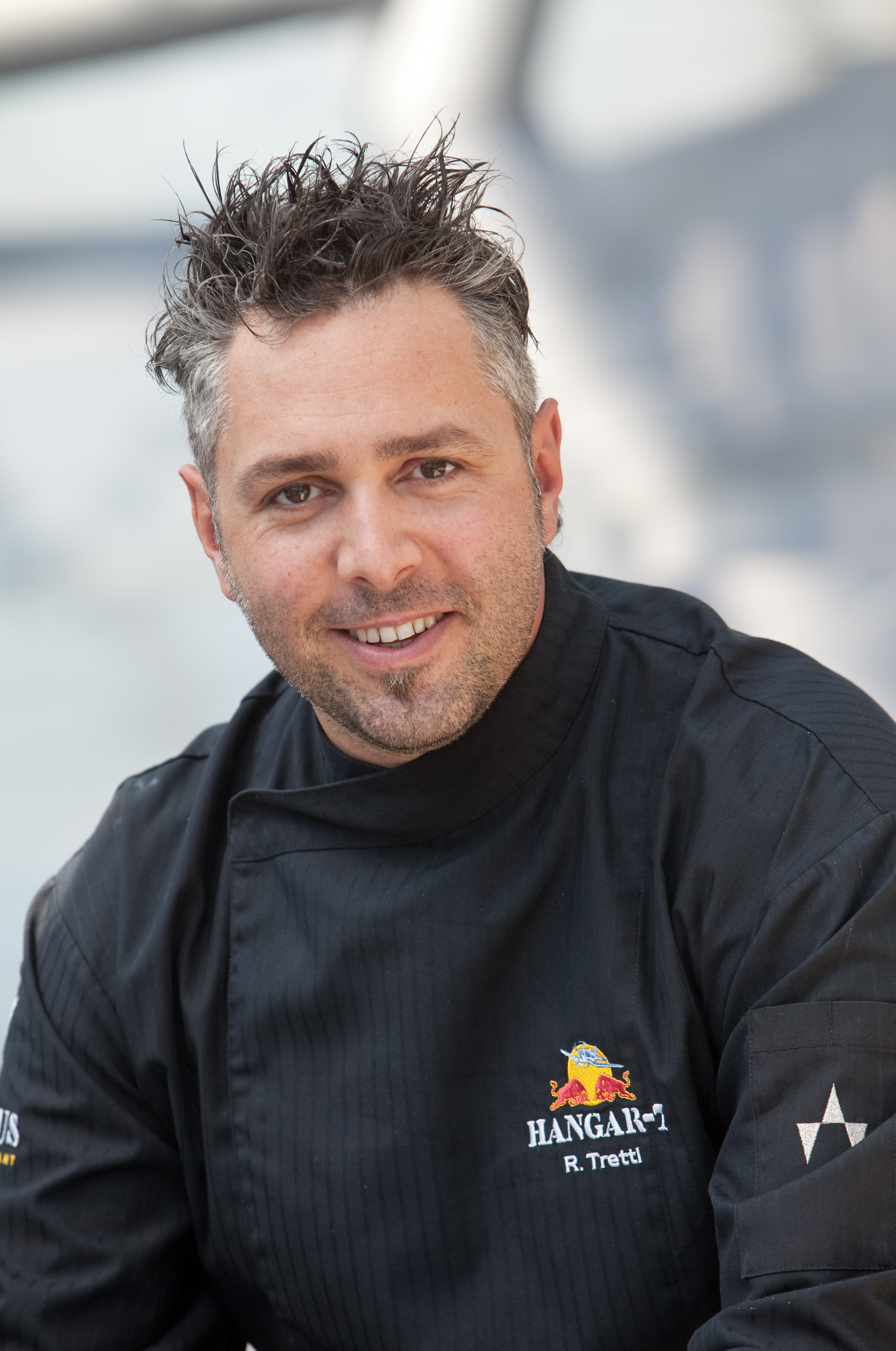
Roland Trettl
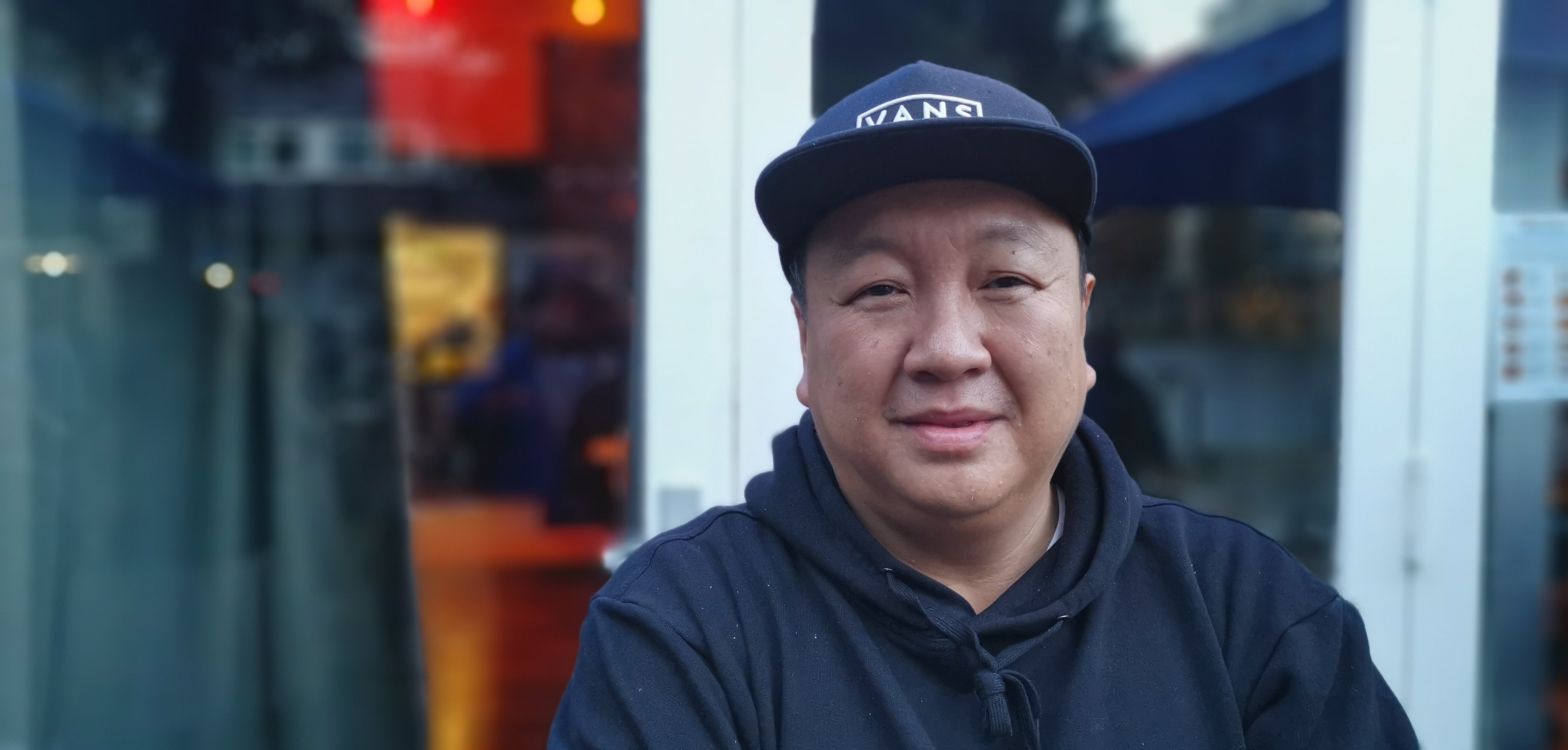
The Duc Ngo
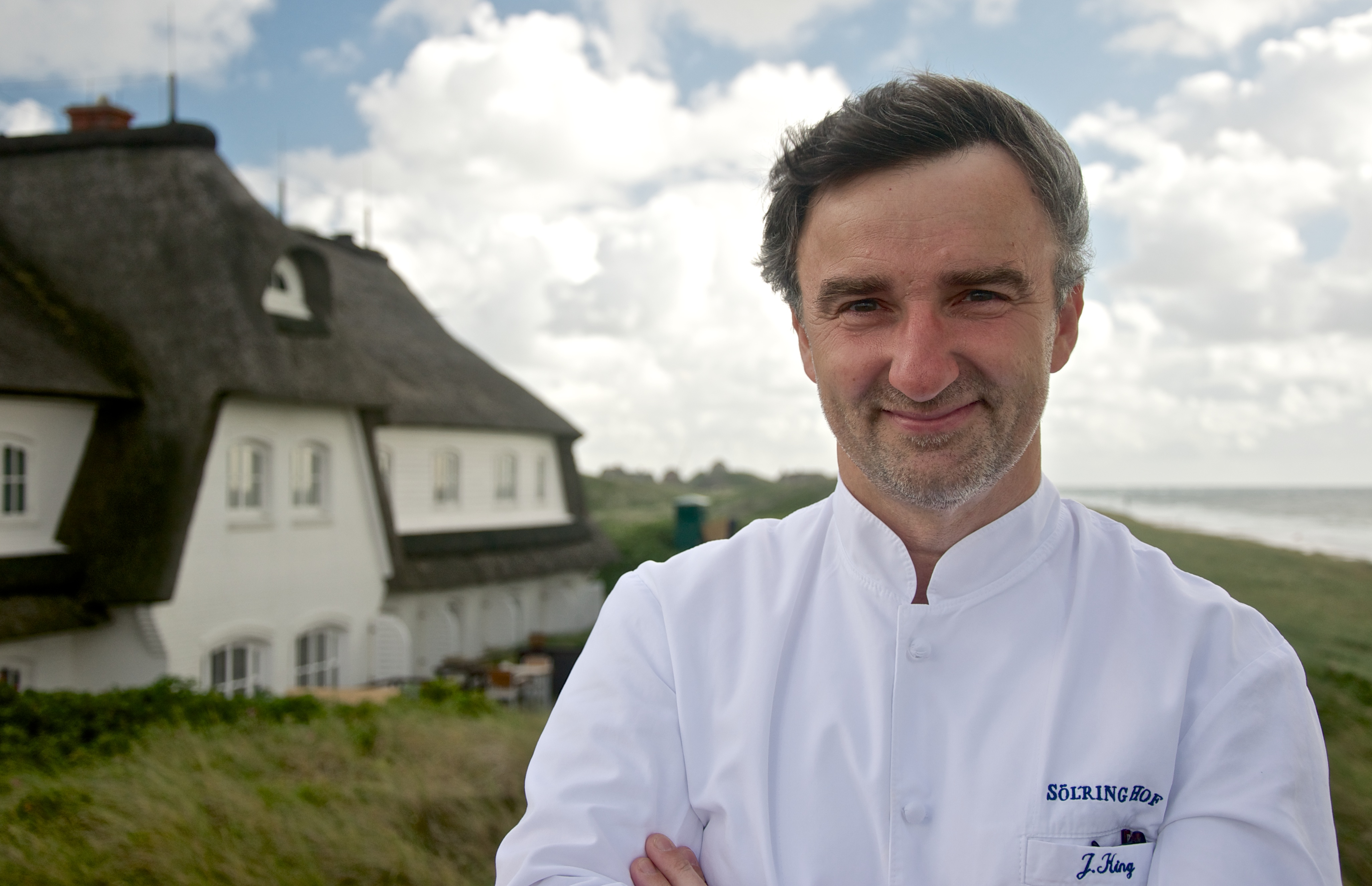
Johannes King
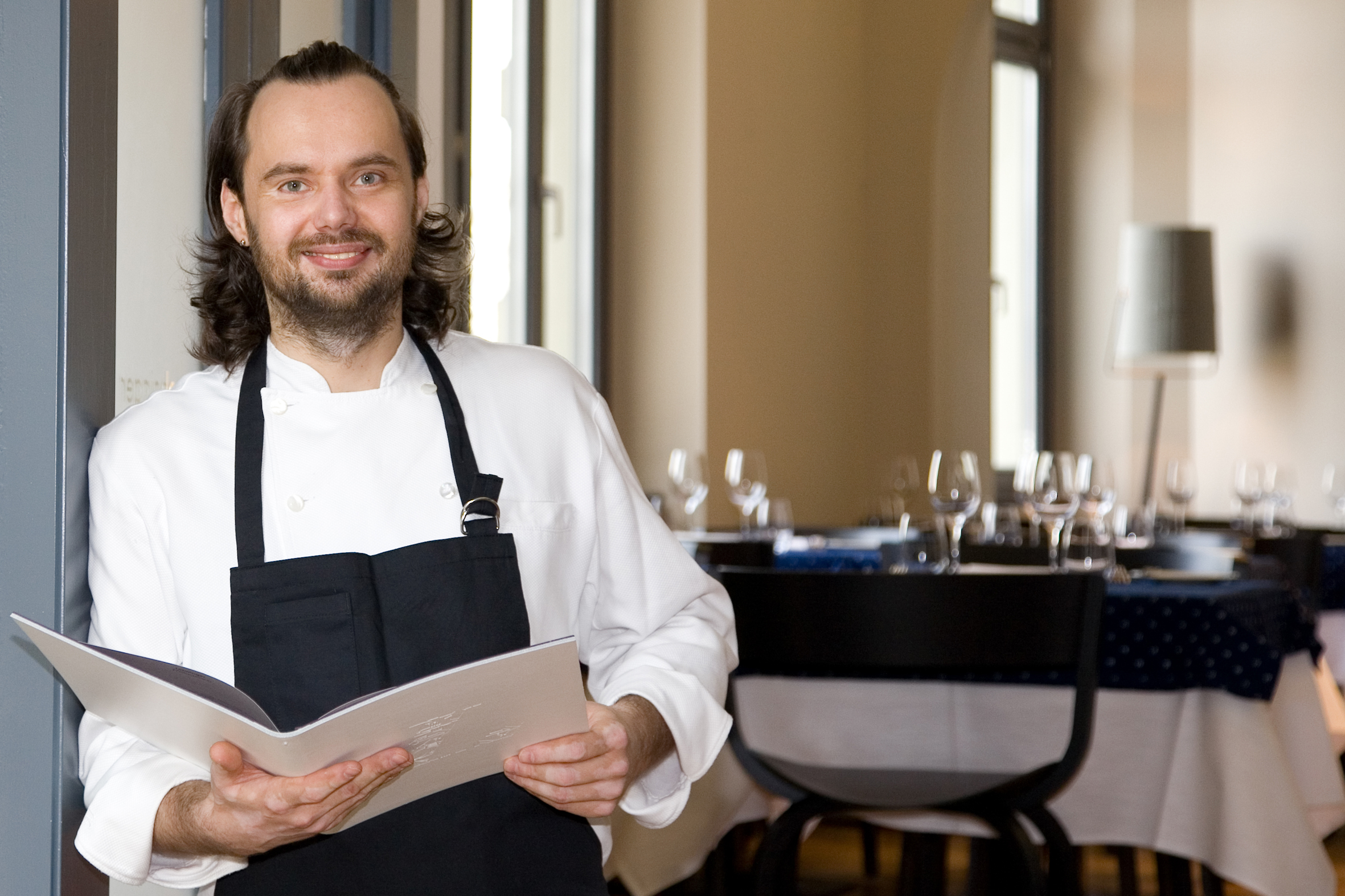
Mario Lohninger

## Episoden
Die Gesamtsieger der einzelnen Sendungen werden im Folgenden im Abschnitt „Köche“ namentlich fett dargestellt.
| # | Erstausstrahlung | Köche                              | Koch 1            | Koch 1 | Koch 1                                      | Koch 2                      | Koch 2 | Koch 2  |
| # | Erstausstrahlung | Köche                              | Länder            | Gericht | Punkte                                      | Länder                      | Gericht | Punkte  |
| - | ---------------- | ---------------------------------- | ----------------- | --- | ------------------------------------------- | --------------------------- | --- | ------- |
| 1 | 4. Februar 2018  | Tim Mälzer, Konstantin Filippou    | Wien              | Bruckfleisch mit Wiener Schnecken und Strapaziknödeln (nach Christian Petz) 1                                                                                             | 5,6/10                                      | Whitby                      | Fish and Chips with Mushy Peas & Sauce Tartar | 4,4/10  |
| 1 | 4. Februar 2018  | Tim Mälzer, Konstantin Filippou    | Filiatra          | Trahanas mit Schafskäse | 3,0/10                                      | Lyon                        | Pâté Croute | 6,2/10  |
| 1 | 4. Februar 2018  | Gesamt                             | 8,6/20            | 8,6/20 | 8,6/20                                      | 10,6/20                     | 10,6/20 | 10,6/20 |
| 2 | 11. Februar 2018 | Tim Mälzer, The Duc Ngo            | Berlin            | Gegrillter Lauch mit Speck in Schweinesud und Ferkel mit Gundermann (nach Micha Schäfer)                                                                                  | 3,3/10                                      | Purbach am Neusiedler See   | Hendl in der Schweinsblase (gefüllt mit Stopfleber), dazu Wildreis-Risotto mit grünem Spargel (nach Max Stiegl)                                                                           | 3,4/10  |
| 2 | 11. Februar 2018 | Tim Mälzer, The Duc Ngo            | Hanoi             | Bún chả & Frühlingsrollen | 4,9/10                                      | Philadelphia                | Burger „Beast of the Northeast“ (Brioche u. a. mit Wildschweinfleisch, Tomatenmarmelade und Gouda) und „Blue Duck Fries“ (Pommes frites mit Gouda-Sauce und Enten Confit)                 | 8,3/10  |
| 2 | 11. Februar 2018 | Gesamt                             | 8,2/20            | 8,2/20 | 8,2/20                                      | 11,7/20                     | 11,7/20 | 11,7/20 |
| 3 | 18. Februar 2018 | Tim Mälzer, Maria Groß             | London            | „High Grade“ (veganes Gericht u. a. mit Hanfsamen, „Kokosnuss-Speck“, Tofu) und vegane Hanfsamenmilch (u. a. mit Datteln und Kakao)                                       | 6,1/10                                      | Colmar/Niedermorschwihr     | Croissant mit dreierlei Marmelade (Erdbeer-Holunder-Marmelade, Himbeer-Kirsch-Konfitüre, Zwiebel-Confit) (nach Christine Ferber)                                                          | 5,7/10  |
| 3 | 18. Februar 2018 | Tim Mälzer, Maria Groß             | Roseto Valfortore | Orecchiette und Polpette | 3,2/10                                      | Miesbach                    | „Falsche Jakobsmuschel auf falschem Risotto“ („Miesbacher Jacobsmuschel“ aus Knochenmark vom Rind und Risotto aus Sojasprossen) und Lammhüfte mit Mini-Aubergine und Joghurt-Minz-Sphäre. | 3,1/10  |
| 3 | 18. Februar 2018 | Gesamt                             | 9,3/20            | 9,3/20 | 9,3/20                                      | 8,8/20                      | 8,8/20 | 8,8/20  |
| 4 | 25. Februar 2018 | Tim Mälzer, Tohru Nakamura         | Cadzand           | Aal mit grüner Kräutersoße und Kartoffelpüree (nach Sergio Herman) | 5,6/10                                      | Kirchheim an der Weinstraße | Pfälzer Saumagen mit Sauerkraut und Kartoffelpüree (nach Manfred Schwarz) | 3,7/10  |
| 4 | 25. Februar 2018 | Tim Mälzer, Tohru Nakamura         | Tokio             | Kaiseki (u. a. Dashi und Sushi) | 3,9/10                                      | Madrid                      | Tortillas (drei Variationen mit Zwiebeln, ohne Zwiebeln und mit Pancetta und Chorizo) | 6,2/10  |
| 4 | 25. Februar 2018 | Gesamt                             | 9,5/20            | 9,5/20 | 9,5/20                                      | 9,9/20                      | 9,9/20 | 9,9/20  |
| 5 | 4. März 2018     | Roland Trettl, Peter Maria Schnurr | Zürich            | Kalbsgeschnetzeltes „Zürcher Art“ mit Rösti und Schokoladenmousse | 5,0/10                                      | Wien/Langenlebarn           | Leberwurst-Gröstl mit Krautsalat mit Kren und gebackener Essigmutter | 6,2/10  |
| 5 | 4. März 2018     | Roland Trettl, Peter Maria Schnurr | Mindelo           | Cachuppa und Mango-Mousse und Gelado Bolacha | 5,5/10                                      | Kingham                     | Hotch Potch Wellington und Grandpas Cabbage 2 | 4,8/10  |
| 5 | 4. März 2018     | Gesamt                             | 10,5/20           | 10,5/20 | 10,5/20                                     | 11,0/20                     | 11,0/20 | 11,0/20 |
| 6 | 11. März 2018    | Tim Mälzer, Johannes King          | Tórshavn          | Cracker mit Talgcreme, Steckrüben mit Algensoße und Langusten (nach Poul Andrias Ziska zu kochen im Restaurant KOKS)                                                      | 4,0/10                                      | Skutarisee                  | Kaçamak und Lamm unter dem Sac | 3,1/10  |
| 6 | 11. März 2018    | Tim Mälzer, Johannes King          | Nancy             | Crêpe Suzette 3 | 7,0/10                                      | San Francisco               | Cioppino | 6,8/10  |
| 6 | 11. März 2018    | Gesamt                             | 11,0/20           | 11,0/20 | 11,0/20                                     | 9,9/20                      | 9,9/20 | 9,9/20  |
| 7 | 18. März 2018    | Tim Mälzer, Mario Lohninger        | Akko              | Adlerfisch in Zitronensoße und mediterranes Gemüse (nach Uri Buri) | 6,5/10                                      | Torres Vedras               | Bohnenküchlein und Mandelkuchen | 3,2/10  |
| 7 | 18. März 2018    | Tim Mälzer, Mario Lohninger        | Mailand           | Milchreis mit karamellisierten Orangen und geröstetem Panetone / Kürbisrisotto mit Ziegenfrischkäse, gerösteten Kürbiskernen und Rosmarinpulver / Risotto Alla Milanese 4 | 6,2/10 + 7,0/10 + 7,5/10 = 20,7/30 → 6,9/10 | Ocho Rios                   | Jerk Pork mit „Festival“ und Süßkartoffel | 8,6/10  |
| 7 | 18. März 2018    | Gesamt                             | 13,4/20           | 13,4/20 | 13,4/20                                     | 11,8/20                     | 11,8/20 | 11,8/20 |
| 8 | 25. März 2018    | Tim Mälzer, Christian Bau          | Baiersbronn       | Wildhase königlicher Art (mit Rosenkohl und Steinpilzen an Rouennaiser Sauce) (nach Torsten Michel)                                                                       | 5,9/10                                      | Köln                        | Döner | 5,1/10  |
| 8 | 25. März 2018    | Tim Mälzer, Christian Bau          | Amsterdam         | Pekingente | 4,9/10                                      | Accra                       | Erdnusssuppe mit Fufu | 5,7/10  |
| 8 | 25. März 2018    | Gesamt                             | 10,8/20           | 10,8/20 | 10,8/20                                     | 10,8/20                     | 10,8/20 | 10,8/20 |

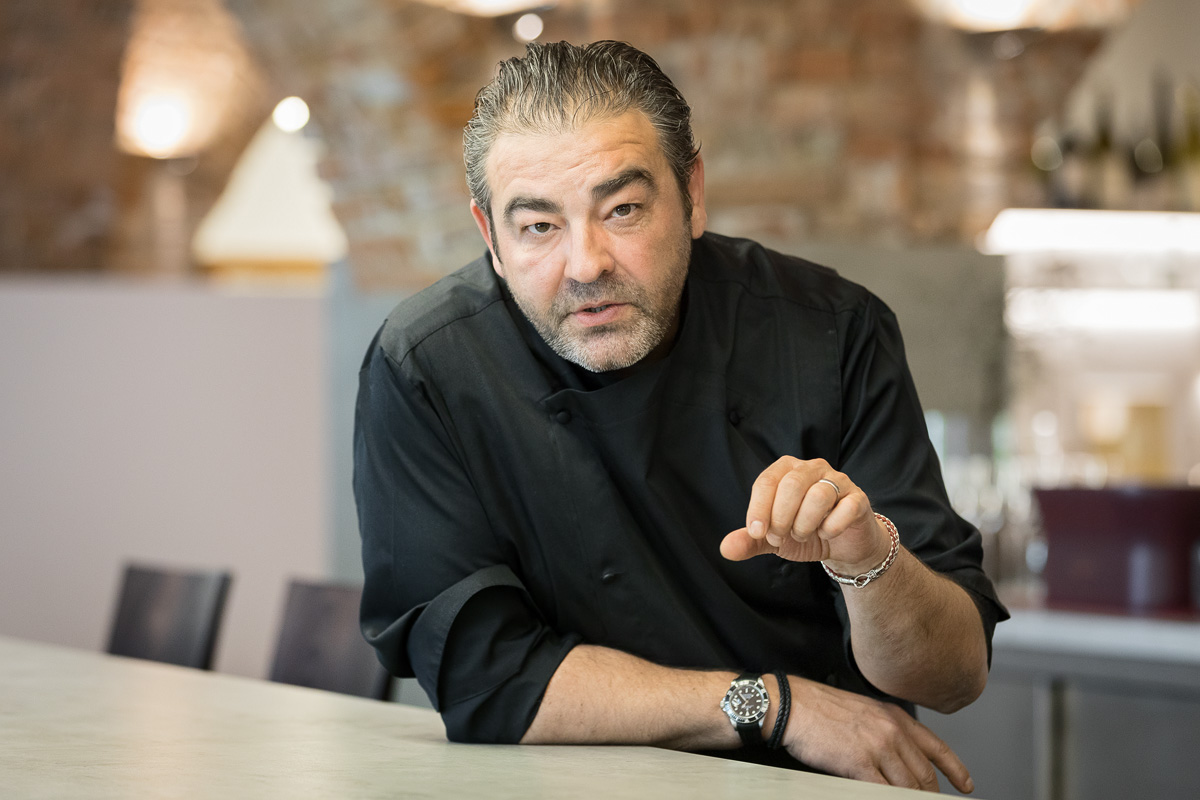
Juan Amador
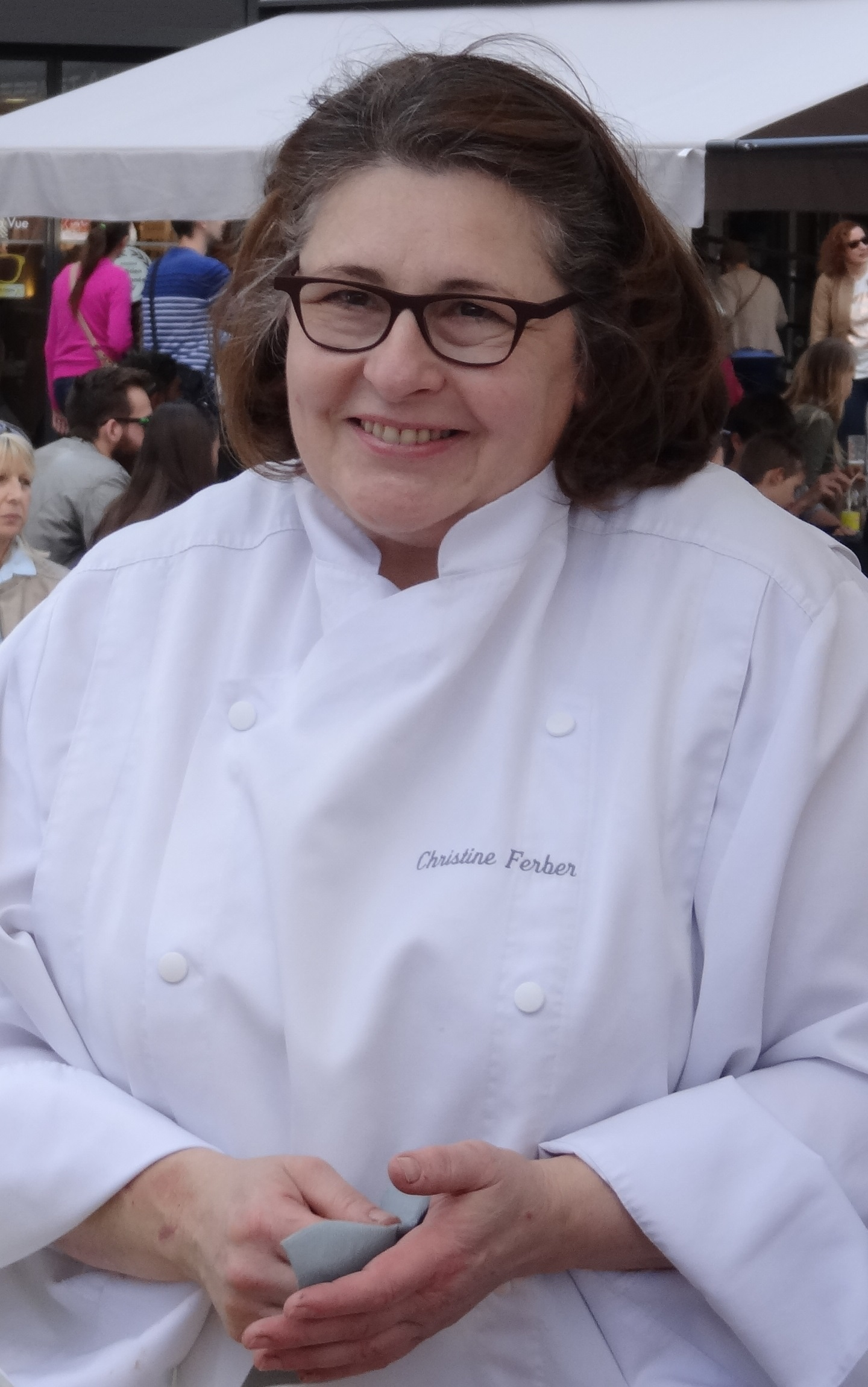
Christine Ferber
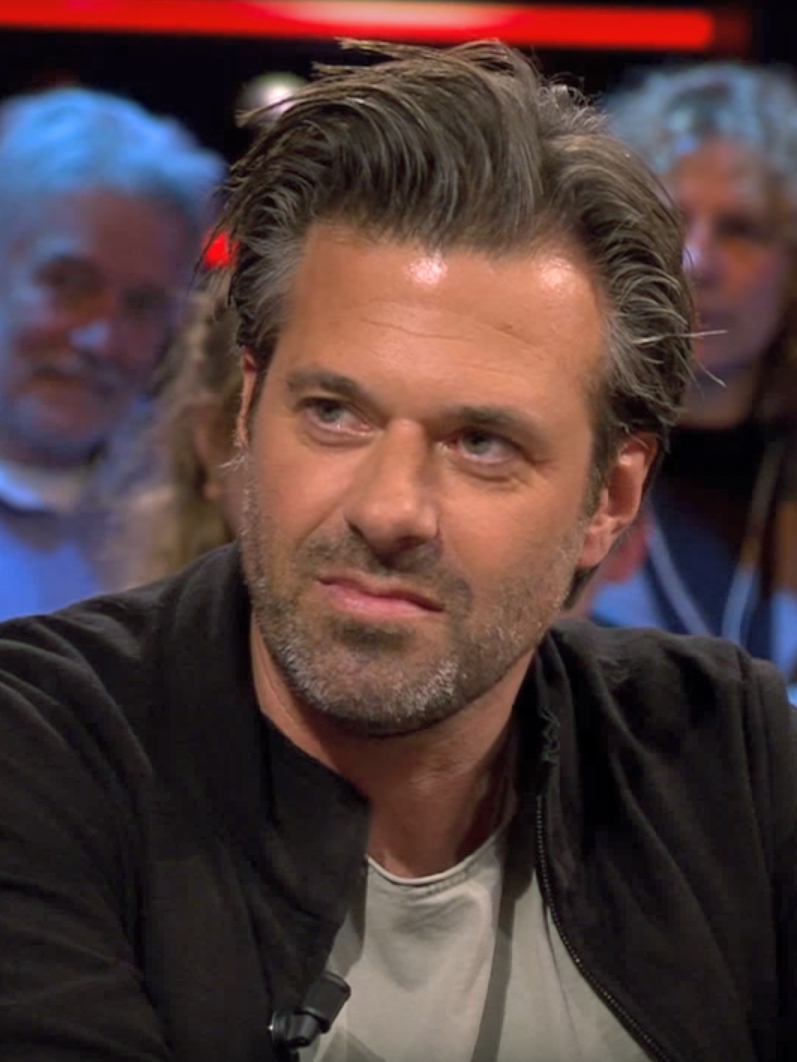
Sergio Herman
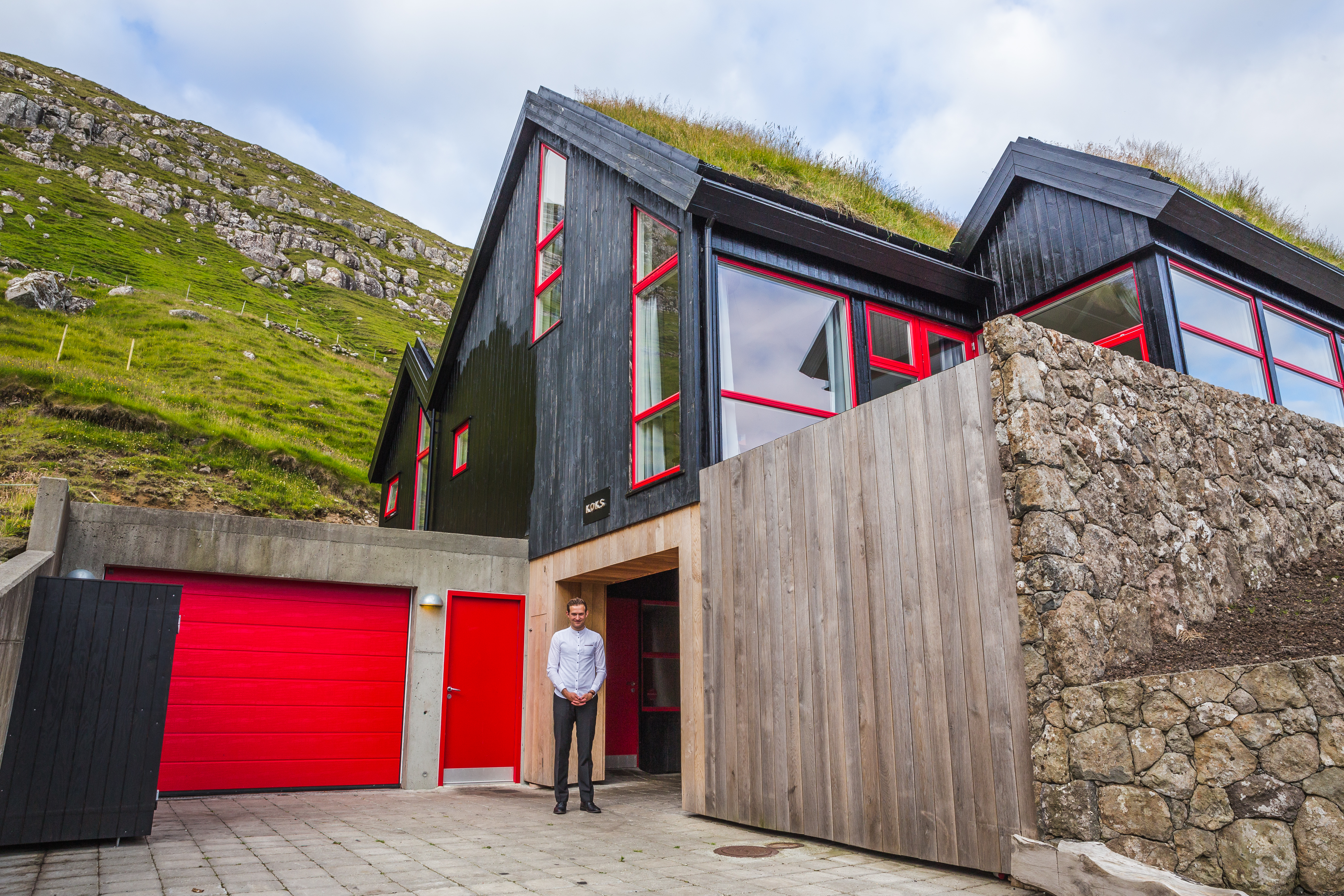
Restaurant KOKS
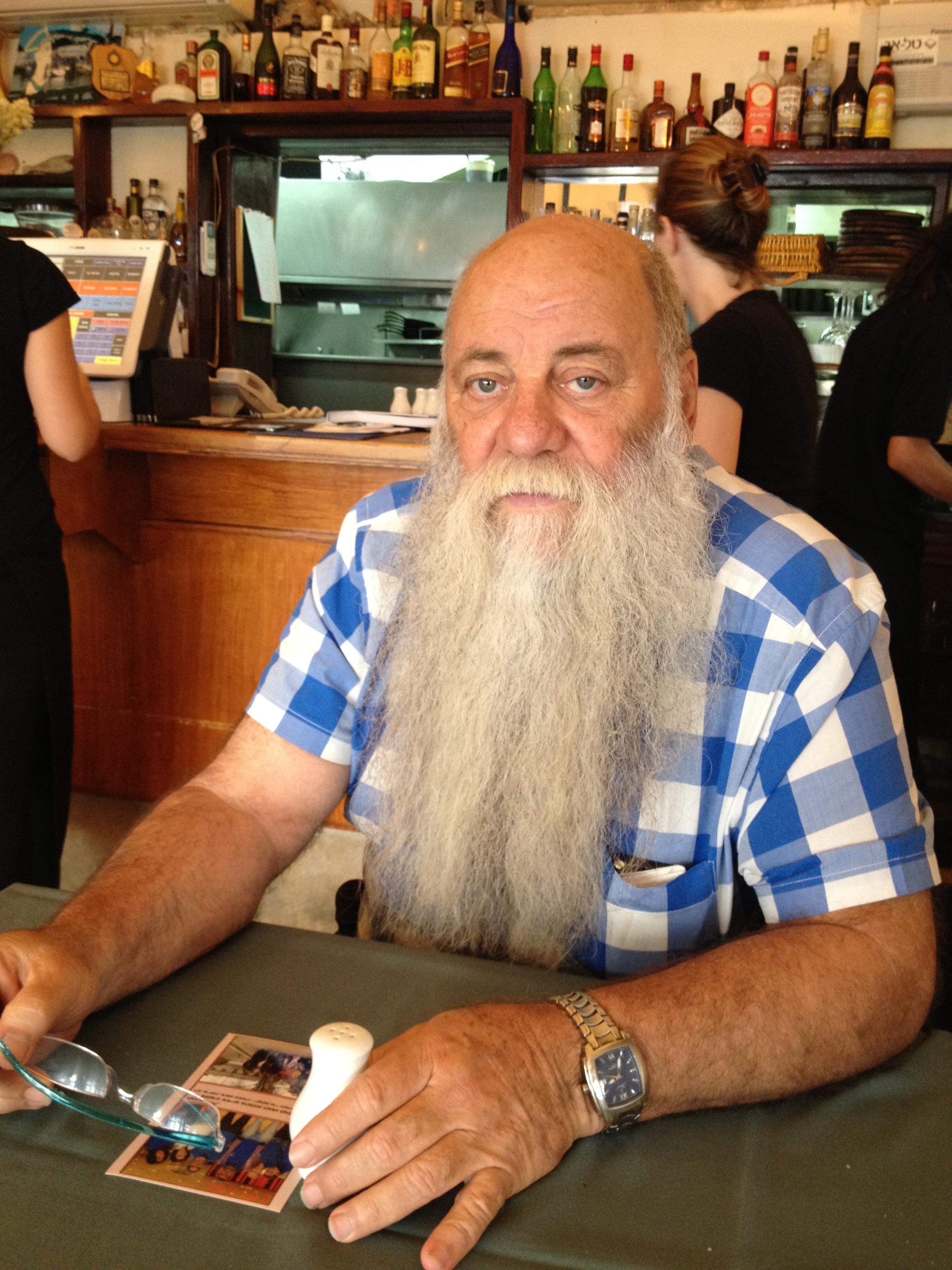
Uri Buri

## Einschaltquoten
| Folge | Datum der Erstausstrahlung | Zuschauer Gesamt | Zuschauer 14 bis 49 Jahre | Quote Gesamt | Quote 14 bis 49 Jahre | Quellen |
| ----- | -------------------------- | ---------------- | ------------------------- | ------------ | --------------------- | ------- |
| 1     | 4. Feb. 2018               | 1,62 Mio.        | 1,09 Mio.                 | 5,3 %        | 10,3 %                | [ 8 ]   |
| 2     | 11. Feb. 2018              | 1,79 Mio.        | 1,17 Mio.                 | 5,8 %        | 10,9 %                | [ 9 ]   |
| 3     | 18. Feb. 2018              | 1,77 Mio.        | 1,20 Mio.                 | 5,9 %        | 11,5 %                | [ 10 ]  |
| 4     | 25. Feb. 2018              | 1,95 Mio.        | 1,32 Mio.                 | 6,7 %        | 12,8 %                | [ 11 ]  |
| 5     | 4. März 2018               | 1,51 Mio.        | 1,05 Mio.                 | 5,0 %        | 10,2 %                | [ 12 ]  |
| 6     | 11. März 2018              | 1,90 Mio.        | 1,23 Mio.                 | 6,3 %        | 12,1 %                | [ 13 ]  |
| 7     | 18. März 2018              | 1,72 Mio.        | 1,16 Mio.                 | 5,7 %        | 11,4 %                | [ 14 ]  |
| 8     | 25. März 2018              | 2,00 Mio.        | 1,34 Mio.                 | 6,8 %        | 13,4 %                | [ 15 ]  |